# 本田ゆか
本田 ゆか（ほんだ ゆか）は、ニューヨークを拠点に活動している日本人音楽家、音楽プロデューサー、作曲家、リミキサー。様々な楽器のプレイヤーであり、チボ・マットのオリジナル・メンバーである。本田はそのキャリアの中で、ペトラ・ヘイデン、ショーン・レノン、マイク・ワット、ネルス・クライン、トリッキー、ハーパー・サイモン、ビースティ・ボーイズ、ロス・ロボス、ミッチェル・フルーム、メデスキ、マーティン・アンド・ウッド、マーク・リボー、YOSHIMI P-we、アート・リンゼイ、エディ・ブリケル、ヴィンセント・ギャロ、ルシャス・ジャクソン、デイヴ・ダグラス、バーニー・ウォーレル、カエターノ・ヴェローゾなど様々なミュージシャンと共演している。

## 略歴
東京都生まれ、幼年期をドイツとデンマークで過ごした。そしてフランスのエクス＝アン＝プロヴァンスの学校に通い、1986年11月にニューヨークへ引っ越した。幼いころからクラシックを学んでいたが、ミュージシャンになろうとは思っていなかった。ニューヨークに来たころは、日本食の雑誌に寄稿していた。
1988年、グレッグ・コーエンとマイケル・ブレアとともにCBGBのステージにキーボード奏者として初めて出演した。1989年、ボーイフレンドのダギー・ボウント（後に夫となる）、E.J. ロドリゲス、エリック・サンコとともに「ザ・フレイミング・フープス（The Flaming Hoops）」というバンドを結成し、本田とマイケル・ブレッカーのデュエット曲を含むアルバムを発表した。1990年には、本田はジャズ・パッセンジャーズに加入し、彼らのライブ・アルバム『Live at Knitting Factory』に参加している。また、ヒップホップ・バンドの「リズム・メソッド（Rhythm Method）」にも加入した。
1992年、ロンドンのクイーン・エリザベス・ホールに、マーク・リボー、バーニー・ウォーレル、ブライアン・イーノとともにアート・リンゼイのサポート・ミュージシャンとして出演。
1993年に羽鳥美保と知り合い、2人は1994年3月にチボ・マットを結成した。その前後にボウントと離婚している。羽鳥があらゆる食べ物と愛について歌い、本田が1人で電子楽器で作り上げる独特の音楽が特徴で、その年末にワーナー・ブラザースと契約した。1995年、チボ・マットは、デビュー・アルバム『Viva! La Woman』をミッチェル・フルームとチャド・ブレイクをプロデューサーに迎えて録音した。同じ年、本田はジョン・スペンサー・ブルース・エクスプロージョンのラッセル・シミンズらとバンド「バター08（Butter 08）」を結成し、本田とシミンズのプロデュースの下でセルフタイトルのアルバムを制作した。1996年は、チボ・マットとバター08の両方がアルバムを発売した。
1996年から2000年までの間、ショーン・レノンと恋人関係になり、レノンの1998年のアルバム『イントゥ・ザ・サン』のプロデューサーをつとめた。2人の出会いは本田がオノ・ヨーコの曲「Talking to the Universe」のリミックスをつとめたことから始まり、サーストン・ムーア、トリッキー、ビースティ・ボーイズ、ウィーンと共演した。チボ・マットはツアーのため、ショーン・レノンとティモ・エリスをバンド・メンバーに誘った。1996年から2000年までの間、複数のプロジェクトで広く活動をしていた。
チボ・マットは2001年に解散した。それ以降、ニューヨークで集中して活動するようになり、デイヴ・ダグラス、スージー・イバラ、ヴィンセント・ギャロ、トレヴァー・ダン、ジム・オルーク、ジョン・ゾーンと仕事して、2枚のソロ・アルバムを発表する。2003年にはボアダムスのドラマーであるYOSHIMI P-weと「Yoshimi and Yuka」を結成する。
2005年、EXPO2005のロバート・ウィルソン監督の3Dアニメーションで、ハル・ウィルナーと参加。Dopo Yumeのアルバム『The Secret Show』にも参加している。
2006年にはショーン・レノンのアルバム『フレンドリー・ファイア』にキーボード奏者として参加し、レノンのツアーの音楽ディレクターをつとめた。2007年、イリナ・ラザレアヌのプロデュースをショーン・レノンと務めた。エディ・ブリケルとハーパー・サイモンのアルバム『The Heavy Circles』に曲を提供した。
2009年にはオノ・ヨーコのアルバム『ビトウィーン・マイ・ヘッド・アンド・ザ・スカイ』のアシスタント・プロデューサーをつとめ、ミキシング担当として、また、サンプラー、ピアノ、オルガン・パーカッション奏者としてクレジットされている。
2009年の後半から2010年の前半にかけ、ショーン・レノン、清水ひろたか、小山田圭吾とプラスティック・オノ・バンドに加入して東京とニューヨークでコンサートを行った。また、マイク・ワット（ミニットメン）とネルス・クライン（ウィルコ）と「Floored By Four and Brother's Sister's Daughter」（後のフロアード・バイ・フォー）というグループで即興ショーを行い、クラインとは恋人関係となった。2人は、2010年11月、日本で結婚した。
2010年、3枚目のソロ・アルバム『Heart Chamber Phantom』を発表。アルバムには、ショーン・レノンや清水ひろたからが参加している。
チャーリー・ヘイデンの娘であるペトラ・ヘイデン、清水ひろたか、あらきゆうこのユニットである「If By Yes」のデビュー・アルバム『Salt on Sea Glass』を、2011年に発表した。

## ディスコグラフィ

### リーダー・アルバム
- Memories Are My Only Witness (2002年、Tzadik)
- Flower with No Color (2003年、Ipecac Recordings) ※with Yoshimi P-We
- Eucademix (2004年、Tzadik)
- Heart Chamber Phantoms (2010年、Tzadik)

### フロアード・バイ・フォー
- Floored by Four (2010年、Chimera Music)

### If By Yes
- Salt on Sea Glass (2011年、Chimera Music)

### 参加アルバム
- デイヴ・ダグラス : Sanctuary (1997年、Avant)
- ネルス・クライン : Macroscope (2014年、Mack Avenue)
- ネルス・クライン : Lovers (2016年、Blue Note)
- ハンツヴィル : Bow Shoulder (2020年、Hubro/Grappa Musikkforlag AS)

### プロデュース作品
- バター08 : 『バター』 - Butter (1996年)
- チボ・マット : 『スーパー・リラックス』 - Super Relax (1997年)
- ショーン・レノン : 『イントゥ・ザ・サン』 - Into the Sun (1998年)
- チボ・マット : 『ステレオタイプ A』 - Stereo ★ Type A (1999年)
- 野宮真貴 (ピチカート・ファイヴ) : 『miss maki nomiya sings』 - Miss Maki Nomiya Sings (2000年) ※「Star Struck」を担当
- 坂本美雨 : 「beautiful」 - "Beautiful" (2000年) ※シングル
- マーサ・ウェインライト : Come Home to Mama (2012年)

### リミックス
- オノ・ヨーコ : 「Talking to the Universe」 Rising Mixes（1996年）
- メデスキ、マーティン・アンド・ウッド : 「Sugar Craft」 Combustication Remix EP（1999年）
- HALCALI : 「タンデム」 Mutable Chromosome Remix（2003年）